# Étienne Soulange-Bodin
Étienne Soulange-Bodin (1774 — 1846) foi um político, diplomata e botânico francês.